# Jiaba
Jiaba est un village situé dans le Nord-Ouest de la province de Hunan, dans le Sud de la Chine.